# Средние Челбасы
Средние Челбасы — хутор в Каневском районе Краснодарского края.
Входит в состав Каневского сельского поселения. Расположен на реке Средняя Челбаска.

## Население
| 2002 | 2010 |
| ---- | ---- |
| 715  | ↗738 |